# Avortement au Bénin
L'avortement au Bénin est légal jusqu'à douze semaines de grossesse depuis 2021 grâce au vote de la loi No 2021-12 modifiant et complétant la loi No 2003-04 du 3 mars 2003 relative à la santé sexuelle et à la reproduction en République du Bénin. La femme lorsqu'elle est majeure peut solliciter directement l'interruption volontaire de grossesse chez un médecin dans une structure sanitaire publique ou une structure sanitaire privé compétent; ou faire sa demande à travers un assistant social.
Le Bénin fait partie des rares pays de l’Afrique à voter une loi autorisant l'avortement dans un cadre réglementaire. Ce qui lui vaut une couverture médiatique nationale et internationale, et un débat public qui divise l'opinion. 

## Histoire

### Héritage colonial des lois françaises de 1920
Le Bénin, comme d'autres pays francophone d'Afrique de l'Ouest, a un passé colonial qui a influencé la législation et la pratique de l'avortement à travers la loi française de 1920 interdisant l'avortement et la contraception. Cette loi a été abrogée en 2003 au Bénin. Une forte stigmatisation des femmes recourant à l'avortement subsiste pour des raisons religieuses et éthiques, la sexualité avant mariage et les grossesses qui s'ensuivent étant socialement peu acceptées. Cet état de fait pousse les femmes à l'avortement clandestin avec toutes les problématiques médicales et les risques qui en découlent.

### Années 2000
Durant les années 2000, les lois sur l'avortement se sont progressivement assouplies. Avant 2003, l'avortement est autorisé uniquement pour sauver la vie d'une femme enceinte. Il existait une liste d'experts sélectionnés autorisés à examiner une grossesse afin de déterminer si la seule option pour sauver la vie d'une femme enceinte était de provoquer l'avortement.

#### Dépénalisation partielle avec la loi de 2003
En 2003, la loi 2003-04 est votée, l'article 17 interdisait l’avortement au Bénin avec toutefois trois exceptions : « Lorsque la poursuite de la grossesse met en danger la vie et la santé de la femme enceinte ; À la demande de la femme lorsque la grossesse est la conséquence d’un viol ou d’une relation incestueuse ; et lorsque l’enfant à naître présente une malformation congénitale ». Cet article prévoit aussi qu’un décret est nécessaire pour fixer la procédure et les conditions légales de l’interruption volontaire de grossesse,.

#### Loi de 2021 légalisant l'avortement
Les statistiques du gouvernement du Bénin démontrant en 2021 que près de 200 femmes décèdent en silence chaque année des suites d’avortements clandestins, l'Assemblée nationale vote dans la nuit du 20 au 21 octobre 2021, la légalisation de l'avortement à travers la loi No 2021-12 modifiant et complétant la loi 2003-04 du 3 mars 2003 relative à la santé sexuelle et à la reproduction en République stipulant désormais que le recours à l'IVG à la demande d'une femme enceinte peut être autorisée jusqu'à douze semaines « lorsque la grossesse est susceptible d'aggraver ou d'occasionner une situation de détresse matérielle, éducationnelle, professionnelle ou morale »,,. Le Bénin faisant partie des rares pays de l’Afrique à voter une loi autorisant l'avortement dans un cadre réglementaire, ce qui a valu une couverture médiatique non négligeable à l'international,,. 

## Législation

### Délai légal
Depuis octobre 2021, une femme enceinte peut demander en toute légalité l'interruption volontaire de grossesse. La loi fixe à douze semaines de grossesse (12 semaines d'aménorrhée) la période pendant laquelle elle est autorisée à faire cette demande.
La loi ne fixe cependant aucun délai à l'avortement pour motif médical. Il est autorisé depuis 2003 sous prescription d'un médecin et n'est possible que lorsque la grossesse met en danger la vie et la santé de la femme, ou est issu d'un viol ou d'une relation incestueuse, ou lorsque le fœtus est atteint d'une affection grave au moment du diagnostic,.

### Procédures
La loi prévoit que la femme enceinte, lorsqu'elle est majeure peut solliciter directement l'interruption volontaire de grossesse chez un médecin dans une structure sanitaire publique ou une structure sanitaire privé compétent; ou faire sa demande à travers un assistant social.
Lorsque la femme enceinte est mineure ou majeure sous tutelle, le représentant légal adresse sa demande d'avortement directement aux structures sanitaires compétentes ou à un assistant social qui la réfère à son tour aux structures sanitaires. Le consentement de la femme enceinte mineure ou majeure sous tutelle est nécessaire avant.
Cette loi prévoit également qu’un décret est nécessaire pour préciser les modalités de prises en charge des cas d'avortements.

## Débats publics
La question de la légalisation de l'avortement divise l'opinion. L'église catholique qui a mené une campagne contre cette modification de la loi pendant des jours a dit un « non catégorique à la culture de la mort ».

### Loi de 2021
La loi No 2021-12 déclenche de nombreux réactions au sein de la société béninoise.
L'Église catholique et particulièrement la Conférence des évêques du Bénin y est opposée et mène une campagne contre son instauration.

Pour certains médecins le nouveau texte de loi répond à une attente et permettra de sauver des vies: 

« J’ai travaillé dans un hôpital de référence et j'ai eu affaire à cette question quotidienne des complications des avortements. C'est un problème qui était déjà là, alors c'est logique qu’une solution soit apportée au problème. Je pense que la loi touche de très près l’une des bonnes solutions. »

— Docteur Komlan Agossou, gynécologue obstétricien
D'autres médecins opposés à la loi invoquent des raisons personnelles ou religieuses :

« Il faut protéger la vie en tant que médecin et l’avortement peut être compris comme l'arrêt de la vie d’un être qui n'est peut-être pas encore visible, mais qui est censé être là. En tant que médecin, je suis avec mes sensibilités, avec tout le contenu. Une partie de moi, très chrétienne, considère que l’on n’a pas le droit de porter atteinte à la vie. Donc je ne le ferai pas. Je ferai le contraire et j'essaierai de convaincre la femme qui veut avorter de ne pas le faire »

— Professeur Francis Dossou, le président du Conseil national de l'ordre des médecins du Bénin
Le président de l'assemblée nationale Louis Vlavonou évoque l'influence de l’Occident et un complot contre les valeurs de l'Afrique. Il soutient aussi que la grossesse est une responsabilité et qu'il faut en assumer les conséquences.
Les organisations de la société civile applaudissent la nouvelle loi, parmi lesquelles l’Association béninoise pour la promotion de la famille (ABPF), le Collège des gynécologues-obstétriciens, Raïmath D. Moriba la présidente de l'ONG Femmes engagées pour le développement (Fed-Ong), Kifayath Tokochabi experte en Santé et Droits Sexuels et Reproductifs (SDSR),.
Le 12 octobre 2021, le porte-parole du Collège des gynécologues-obstétriciens Raphaël Totongnon, et la présidente de l’Association béninoise pour la promotion de la famille (Abpf) ont été auditionné par le président de la Commission des lois, Orden Alladatin.

Raphaël Totongnon souligne que l’avortement (surtout clandestin) est la troisième cause de mortalité maternelle au Bénin. La présidente de l’Abpf déclare qu'il est déplorable que les jeunes filles ne puisse pas avorter lorsqu'elles ne souhaitent pas garder l'enfant:

« Dans notre plaidoyer, nous demandons à l’Assemblée nationale de sauver la vie de ces nombreuses femmes qui perdent la vie en pratiquant l’avortement clandestin. »

### Avortements clandestins au Bénin
Les avortements clandestins et les complications médicales qui en découlent pour les femmes et surtout les adolescentes constitue un enjeu majeur pour les politiques de santé publique au Bénin, en raison des fort taux de mortalité qui découlent de ces pratiques illégales mais très répandues.
En mars 2022, un aide-soignant de 41 ans est condamné à 20 ans de réclusion criminelle pour pratique d’avortement clandestin ayant causé la mort d’une jeune fille d’une vingtaine d’années en décembre 2016.
Des médecins témoignent être confronté à des complications liées à des avortements clandestins. C'est le cas de docteur Mohamed Chakirou Latoundji, spécialiste en gynécologie et obstétrique depuis 27 ans et de docteur Tchimon Vodouhé.

« Ce qui m’a marqué, pendant ma formation dans les années 1990-94, c'est une jeune fille, à trois mois de grossesse, qui était venue nous voir. Elle voulait une interruption volontaire de grossesse. On l’avait persuadée de ne pas le faire et qu’on allait l’aider. Elle a accepté et elle est partie. La surprise a été qu'elle est revenue en état de choc une semaine après. On voyait même ses intestins qui étaient sortis au niveau du vagin. Ça m’a tellement marqué, je n’ai pas oublié. »

— Docteur Mohamed Latoundji, spécialiste en gynécologie et obstétrique

« Une femme de 40 ans qui s'est inséré une tige de 20 cm dans l'utérus et une adolescente de 14 ans, décédée après être arrivée avec un choc septique. »

— Docteur Tchimon Vodouhé

### Société civile
De nombreuses organisations nationales et internationales de la société civile défendent au Bénin l’accès sécurisé à l’avortement comme partie intégrante des droits et santé sexuels et reproductifs (DSSR), comme l'association béninoise pour la promotion de la famille, le réseau des parlementaires pour Populations et Développement, Ipas Francophone Afrique, le Conseil National des Gynécologues Obstétriciens du Bénin, l’IPPF, le Rutgers, l’UNFPA Bénin, etc.
Ipas Francophone Afrique en collaboration avec Rutgers met  par exemple en œuvre le projet « Sa santé, ses choix » pour l'amélioration des conditions de l'avortement au Bénin, de septembre 2020 à décembre 2021. À travers ce projet Ipas œuvre pour le changement des mentalités ; écrit un plaidoyer autour de l’avortement sécurisé, forme des prestataires des cliniques partenaires de ABPF sur le VCAT, organise une évaluation de l’écosystème de l’avortement au Bénin ; organise un dialogue national autour de l’avortement et sort une feuille de route que le Ministère de la santé compte utilisé, etc.
Le Bénin a ratifié en 2003 le protocole de Maputo, qui prévoit un accès à un avortement sécurisé.

## Statistiques
Les avortements volontaires étaient en augmentation au Bénin dans les années 1990, en particulier chez les lycéennes et les étudiantes, et l'âge moyen des patientes présentes ayant fréquenté l'hôpital principal de Cotonou pour avortement était de 19 ans. L’interruption volontaire de grossesse est un sujet tabou au Bénin . Les statistiques sur les avortements clandestins sont jugés alarmantes par les autorités sanitaires . Avant le vote de la loi de 2021, on estimait que plus de 200 femmes, dont 20 % d'adolescentes, décédaient chaque année des suites d’avortements compliqués et non sécurisés .
Dans les années 2002 il n'existait pas de statistiques officiels sur le nombre d'avortements pratiqués au Bénin, mais il y avait des chiffres concernant les complications découlant d'avortements clandestins. Une étude portant sur quatre hôpitaux fait état de 14,6 % de décès dus aux complications après un avortement provoqué, et il est considéré comme sous évalué. Le taux de mortalité maternelle est de 391 décès maternels pour 100 000 naissances. Les complications liées aux grossesses précoces et à l'accouchement sont une des plus grandes causes de mortalité pour les adolescentes de 15 à 19 ans et 15% des décès maternels découlent des avortements clandestins. 
En 2013 au Bénin le recours à une méthode contraceptive est rare. Seules 8 % des femmes en couple en utilisent une, et ce chiffre est supérieur (12 %) pour les femmes à Cotonou selon l'Institut National de la Statistique et de l’Analyse Économique (INSAE).
Carmen Gnacadja, de l’Agence nationale des soins de santé primaire, indique que selon une enquête de 2014 il y a eu 274 222 grossesses non désirées, 73 321 avortements provoqués, 68 922 avortements spontanés, 14 664 grossesses menées à terme donnant naissance à un enfant mort-né, tandis qu'un décès maternel sur cinq concerne une adolescente.